# Opatov (district de Třebíč)
Pour les articles homonymes, voir Opatov.
Opatov (en allemand : Oppatau) est un bourg (městys) du district de Třebíč, dans la région de Vysočina, en République tchèque. Sa population s'élevait à 766 habitants en 2024.

## Géographie
Opatov se trouve à 9,2 km au sud de Brtnice, à 16 km à l'ouest de Třebíč, à 20 km au sud-sud-est de Jihlava et à 131 km au sud-est de Prague.
La commune est limitée par Brtnice et Kněžice au nord, par Předín à l'est et au sud-est, par Sedlatice au sud-ouest, et par Hladov, Dlouhá Brtnice et Brtnička à l'ouest.

## Histoire
La première mention écrite de la localité date de 1068.

## Transports
Par la route, Opatov se trouve à 10,5 km de Brtnice, à 19 km de Třebíč, à 23 km de Jihlava et à 155 km de Prague.